# هدنة مودانيا
هدنة مودانيا هي اتفاقيّة بينَ تركيا (حكومة الجمعية الوطنية الكبرى) من جهة وإيطاليا وفرنسا وبريطانيا من جهة ثانيّة. وُقّعت الاتفاقية في مدينة مودانيا العثمانية – ومنها أخذت الاسم – كما استضافت بورصة هي الأخرى بعض الاجتماعات المتعلّقة بهذه الاتفاقية في 11 تشرين الأول/أكتوبر 1922 وكانت مملكة اليونان قد انضمَّت إلى الهدنة بعد يومينِ من اجتماع بورصة.

## خلفيّة
في ظل هدنة مودروس – التي أنهت الأعمال القتاليّة في الشرق الأوسط ضمنَ أحداث الحرب العالمية الأولى – سُمحَ لقوات الحلفاء باحتلال حصون مضيق الدردنيل والبوسفور. احتلوا بعد ذلك القسطنطينية هي الأخرى كما قرَّروا تقسيم الإمبراطورية العثمانية. عارضَ القوميين الأتراك المُمثَّلينَ في الجمعية الوطنية الكبرى كلّ هذه الشروط والمقترحات؛ وزادوا قوةً ومعارضةً عقبَ تحقيقهم لانتصارات على قوات الاحتلال في الأناضول فارضين بذلك أنفسهم على أرضِ المعركة. بحلول الخامس من أيلول/سبتمبر 1922؛ أكّدَ مصطفى كمال أتاتورك على المطالِب التركية وبعدَ عشرة أيامٍ قرّر مجلس الوزراء البريطاني أن تحتفظ القوات البريطانية بموقفها وأصدرت إنذارًا أو تحذيرًا للأتراك. قرّرت هذه الأخيرة في 19 أيلول/سبتمبر حرمان القوميين الأتراك من القسطنطينية ومعها تراقيا؛ لكنّ فرنسا ويوغوسلافيا وإيطاليا اعترضوا على القرار كونه سيتسبَّبُ في اندلاعِ حربٍ أخرى. أقنعَ رئيس الوزراء الفرنسي ريمون بوانكاريه الأتراك باحترام «المنطقة المحايدة» فيمَا طلب الحلفاء عقد مؤتمر سلام في 23 أيلول/سبتمبر فوافقَ على الطلبِ مصطفى كمال في 29 أيلول/سبتمبر مرشحًا مدينة مودانيا لتكون مكان انعقاد القمّة. في الوقت نفسه؛ قرَّر مجلس الوزراء البريطاني على حينِ غرّة التخلي عن تراقيا الشرقية للأتراك بعدما كان قد توعّد بحرمانهم منها في وقتٍ سابقٍ. عُقدت المحادثات في الثالث من تشرين الأول/أكتوبر وتمّ التوقيع على الاتفاقية في الحادي عشر من الشهرِ نفسه. الجدير بالذكرِ هنا أنّ تلك الدول قد توصلت إلى الاتفاقِ قبل ساعتين من الموعد المُقرّر لهجوم القوات البريطانية على جنق قلعة؛ وكان اليونان قد انضمّ إلى قائمة الدول الموقّعة على شروط الاتفاقيّة في 13 تشرين الأول/أكتوبر.

## شروط الهدنة
شملت الاتفاقيّة أو الهدنة ثلاث شروط وهي:
- انسحاب القوات اليونانية من تراقيا الشرقية حتّى ماريتسا وكذا الانسحاب من أدرنة في غضونِ 15 يومًا.
- تشكيل قوة مدنية تركية بعد 30 يومًا من مغادرة القوات اليونانية.
- تعيين حوالي 8000 من رجال الدرك الأتراك في تراقيا الشرقية من أجل توقيعِ معاهدة السلام.[4]

تمّ التوصل إلى تسوية نهائية بين الطرفين في مؤتمر لوزانفي الفترة من 21 تشرين الثاني/نوفمبر 1922 إلى 24 شباط/فبراير 1923 ومن 23 نيسان/أبريل إلى 24 تمّوز/يوليو 1923 مما أدى إلى التوقيعِ فيما بعد على معاهدة لوزان؛ وكانت قوات الحلفاء قد استمرّت في احتلال المنطقة المحايدة حتى تمّ سحبها بموجب شروط المعاهدة.